# David Charles Parker
Pour les articles homonymes, voir Parker.
David Charles Parker est un professeur de théologie de l'université de Birmingham, il a été titulaire de la chaire Edward Cadbury Professor of Theology (en) (2005-2017). Son domaine d'activité comprend la critique textuelle du Nouveau Testament et le paléographie grecque et latine. Il participe à la numérisation du Codex Sinaiticus en 2008.

## Biographie
Il fait ses études de théologie à l'université de St Andrews, où il se spécialise en Nouveau Testament et histoire de l'Église, puis fait un master à l'université de Cambridge tout en suivant une formation de prêtre anglican. Il exerce un ministère paroissial pendant huit ans, puis rejoint l'université de Birmingham en 1985. Il enseigne à Queen's College depuis 1993 et est en pré-retraite depuis 2017. Il est docteur de l'université de Leyde.

## Travaux de recherche
Il est le fondateur de l'Institute for Textual Scholarship and Electronic Editing, au sein de l'université de Birmingham, et cofondateur en 1997 du Birmingham Colloquium on the Textual Criticism of the New Testament, dont il est coorganisateur. 
Parker indique que la recherche d'une transcription de la Bible plus fidèle au texte original conduit paradoxalement à une nouvelle version et que contrairement à l'idée d'un texte immuable, il n'y aura jamais de version définitive. Il cite un exemple dans le Codex Sinaiticus lors du Sermon sur la montagne qui change l'attitude face à la colère. Dans un premier temps, la phrase originale est : « Tout homme qui se met en colère contre son frère mérite de passer en jugement » mais en marge la phrase est corrigée : « Tout homme qui se met [sans raison] en colère contre son frère mérite de passer en jugement ». Ce changement change radicalement la façon dont on conçoit la vie chrétienne.

## Publications
- (en) Codex Sinaiticus. The Story of the World’s Oldest Bible, Londres, The British Library, 2010, 195 p. (ISBN 978-0-7123-5803-3), p. 1-187
- Manuscripts, Texts, Theology. Collected Papers 1977-2007, Βerlin et New York: De Gruyter, 2009
- An Introduction to the New Testament Manuscripts and their Texts, Cambridge: Cambridge University Press, 2008
- Textual Variation: Theological and Social Tendencies? Papers from the Fifth Birmingham Colloquium on the Textual Criticism of the New Testament (Texts and Studies 5), Piscataway: Gorgias Press (avec H.A.G. Houghton), 2008
- The New Testament in Greek IV.  The Gospel According to St. John Edited by the American And British Committees of the International Greek New Testament Project.  Volume Two The Majuscules (New Testament Tools and Studies), (en association avec U.B. Schmid W.J. Elliott)

Book: Leyde, E.J. Brill, 2007
Website: http://itsee.bham.ac.uk/iohannes/majuscule/index.html
- The Byzantine Text of the Gospel of John (avec R.L. Mullen and Simon Crisp), Book: Stuttgart, German Bible Society, 2007

Website: http://itsee.bham.ac.uk/iohannes/byzantine/index.html
- Vetus Latina Iohannes. The Manuscripts in Electronic Transcriptions

http://itsee.bham.ac.uk/iohannes/vetuslatina/index.html
- Transmission and Reception. New Testament Text-critical and Exegetical Studies (Texts and Studies 4), Piscataway: Gorgias Press (edited with J.W. Childers), 2007
- Calvini Commentarius in Epistolam ad Romanos (Ioannis Calvini Opera Omnia denuo Recognita et Adnotatione Critica Instructa Notique Illustrata, Series II Opera Exegetica Veteris et Novi Testamenti) (avec T.H.L. Parker), Genève, Droz. 1999
- The Living Text of the Gospels, Cambridge University Press. 1997
- Codex Bezae. Studies from the Lunel Colloquium June 1994 (New Testament Tools and Studies 22) (avec C.-B. Amphoux), Leyde, E.J. Brill. 1996
- The New Testament in Greek IV. The Gospel According to St. John Edited by the American And British Committees of the International Greek New Testament Project. Volume One The Papyri (New Testament Tools and Studies 20), (avec W.J. Elliott), Leyde, E.J. Brill. 1995
- Codex Bezae. An Early Christian Manuscript and Its Text, Cambridge University Press. 1992
- Paul's Letter to the Colossians by Philip Melanchthon, translated with an introduction and notes (Historic Texts and Interpreters in Biblical Scholarship 8), Sheffield: The Almond Press. 1989